# Irmão Afonso
Charles Désiré Joseph Herbaux (Quesnoy-sur-Deûle, 19 de agosto de 1887 — Porto Alegre, 10 de junho de 1970), mais conhecido pelo nome religioso Irmão Afonso, foi um educador e missionário marista francês. Tendo se mudado jovem para o sul do Brasil, ele dedicou sua vida à educação de crianças e jovens e foi o fundador da Pontifícia Universidade Católica do Rio Grande do Sul.

## Biografia
Nascido em uma família muito católica, em uma aldeia próxima de Lille, Charles Herbaux entrou aos doze anos de idade para a Casa de Formação que os Irmãos Maristas mantinham em Beauchamps, onde concluiu seu ensino secundário em 1901. Em março de 1903, ele adotou o nome Frère Alphonse, isto é, "Irmão Afonso" em francês.
Com a ascensão de Émile Combes ao poder, o governo francês promoveu a expulsão de religiosos e o sequestro de bens de ordens e congregações católicas, e o Irmão Afonso teve que terminar seu noviciado na Bélgica. Em fevereiro de 1904, despediu-se de seus familiares e, junto com outros catorze irmãos, chegou a Porto Alegre em maio daquele ano. Em julho, partiu para o Colégio Sant'Ana de Uruguaiana, na fronteira com a Argentina, a fim de aperfeiçoar seus estudos de magistério, além de aprender e praticar a língua portuguesa. Em 1907, após esse período de estudos, ele foi desginado professor de Filosofia e diretor do Colégio Santa Maria, na cidade homônima, na qual permaneceu até 1926.
Em junho de 1927, o Irmão Afonso assumiu a direção do Colégio Nossa Senhora do Rosário de Porto Alegre. Durante sua gestão, o número de matriculados aumentou significativamente. Além disso, graças a seu espírito empreendedor e visionário, promoveu, dentro deste colégio, a criação do "Instituto Superior de Comércio", pioneiro no sul do país, que se tornou a base da primeira unidade da futura Universidade: a Faculdade de Administração, Contabilidade e Economia. Desde então, outras unidades foram criadas, e na década de 1960 a Universidade mudou seu endereço para seu Campus Central.
O Irmão Afonso também incentivou missões na Angola e em Moçambique. Faleceu no Hospital São Francisco de Porto Alegre, aos oitenta e dois anos.
Em sua homenagem, foi instituída a Medalha Irmão Afonso, conferida pela PUCRS.